# Sân bay Luxembourg-Findel
Sân bay quốc tế Luxembourg-Findel (IATA: LUX, ICAO: ELLX) là sân bay chính của Luxembourg. Nó nằm cách thành phố Luxembourg 6 kilômét về phía đông. Sân bay này có 2 nhà ga và hoàn toàn là ga quốc tế vì không có sân bay nội địa nào ở quốc gia này.

## Các hãng hàng không và các tuyến điểm
- Austrian Airlines
  - Austrian Arrows (Strasbourg, Vienna)
- British Airways (London-Gatwick)
- Darwin Airline (Cenevre, Lugano)
- Hamburg International (Fuerteventura)
- Iceland Express (Reykjavík)
- KLM Royal Dutch Airlines
  - KLM Cityhopper (Amsterdam)
- Luxair (Agadir, Ajaccio, Alicante, Antalya, Barcelona, Bastia, Berlin-Tegel, Burgas, Cagliari, Catania, Corfu, Djerba, Dublin, Dubrovnik, Frankfurt, Fuerteventura, Geneva, Gran Canaria, Hambourg, Ibiza, Iráklion, Jerez de la Frontera, Lanzarote, Lisbon, London-City, London-Heathrow, Madeira, Madrid, Malaga, Malta, Marrakech, Milan-Malpensa, Monastir, Munich, Naples, Nice, Kos, Palma de Mallorca, Paris-Charles de Gaulle, Porto, Prague [starts ngày 1 tháng 8 năm 2008], Rhodes, Rimini, Rome-Fiumicino, Saarbrücken, Split, Tenerife-South, Turin, Varna, Venice, Vienna)
- Scandinavian Airlines System
  - Cimber Air (Copenhagen)
- Skyways Express (Stockholm-Arlanda)
- Swiss International Air Lines
  - Swiss European Air Lines (Zürich)
- Tunisair (Tunis)
- TAP Portugal (Lisbon, Porto)